# Acronicta leporina
Acronicta leporina је врста ноћног лептира (мољца) из породице Noctuidae. 

## Распрострањење
Налази се широм Европе осим крајњег југоистока. Распон се протеже од југа Шпаније, централне Италије и Бугарске до Шкотске и централне Скандинавије, прелазећи Арктички круг у Финској и Норвешкој. Изван Европе врста је позната само у северној Африци. У источном Палеартику и Неарктичком царству врсту замењује Acronicta vulpina (Grote, 1883), раније позната као Acronicta leporina подврста vulpina.
У Србији се среће на висинама од 700 метара надморске висине до 1400 метара надморске висине.

## Опис
Распон крила је 38-43мм. Предња крила су у распону од скоро беле до тамносиве боје (најчешће бледосиве боје), са карактеристичним црним ознакама у облику полумесеца. Задња крила су беле боје. Одрасле јединке лете ноћу, од јуна до августа. Ларва је бледозелена или жућкаста са дугим свиленкастим белим длачицама, које понекад могу бити жућкасте.

## Биологија
Ларва је зелена, прекривена дугим белим или жутим длачицама. Храни се различитим врстама дрвећа, често се храни кором и меким дрветом. Ова врста презимљује као лутка, понекада може провести две зиме у овом стадијуму.

## Списак биљака хранитељки
- Acer - јавор
- Alnus - јова
- Betula - бреза
- Corylus - леска
- Fagus - буква
- Nicotiana - дуван
- Populus - топола
- Quercus - храст
- Salix - врба
- Sorbus

## Галерија
- Ларва
- Ларва
- lЛарва